# Yaxha

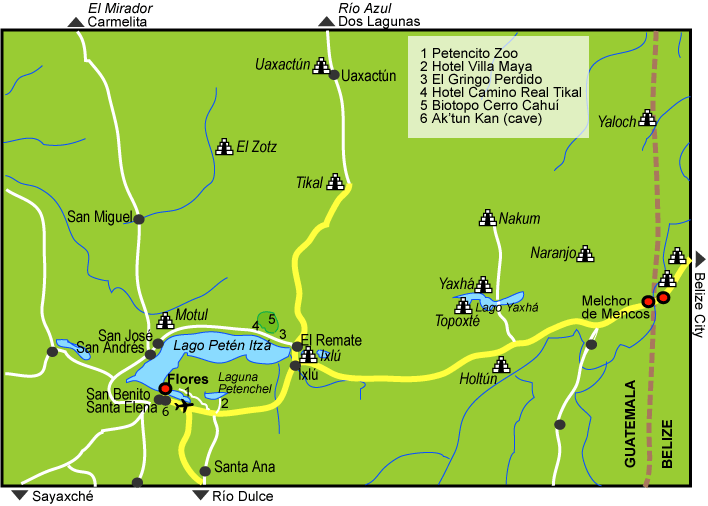
Yaxha und andere Maya-Stätten in der Umgebung

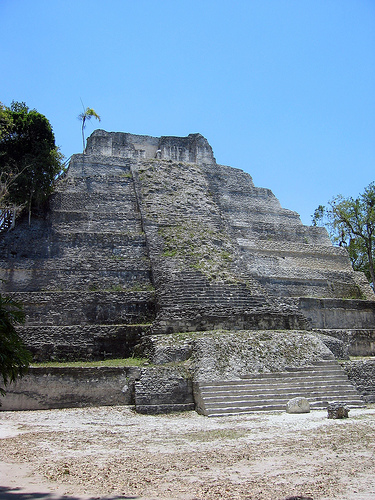
Tempel 216 in Yaxha

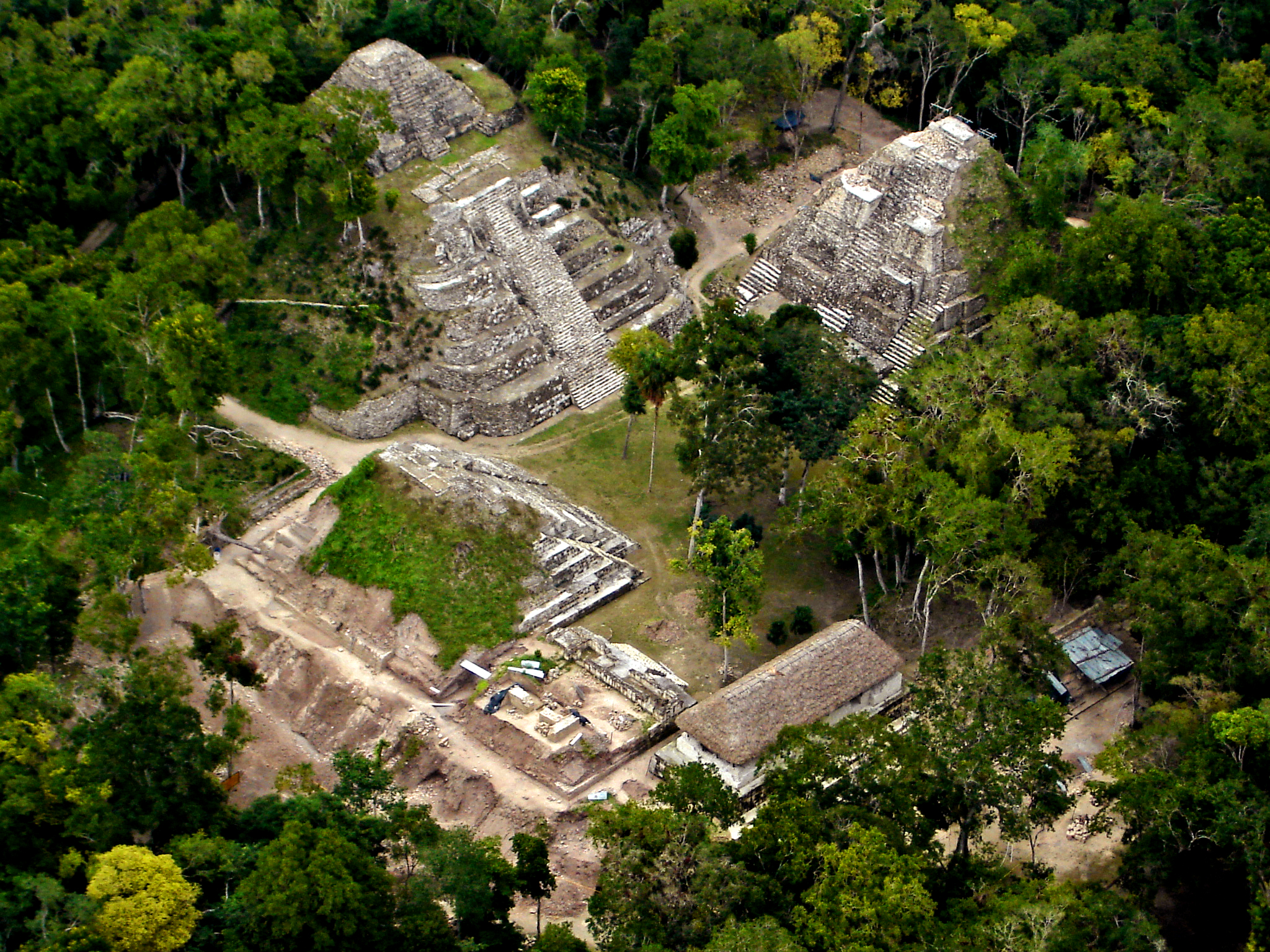
Triadico in Yaxha aus der Luft

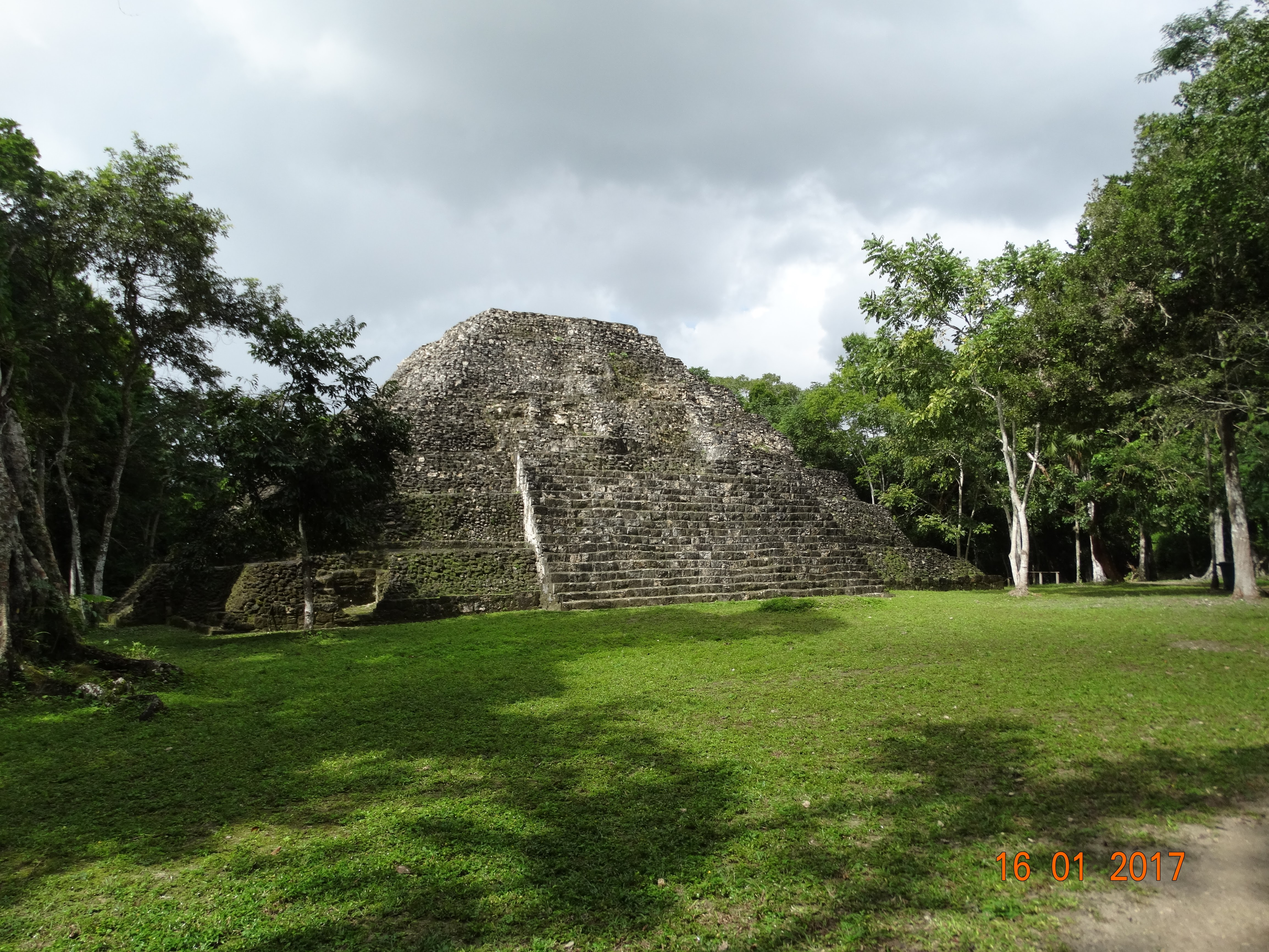
Calzada de los Peregrinos

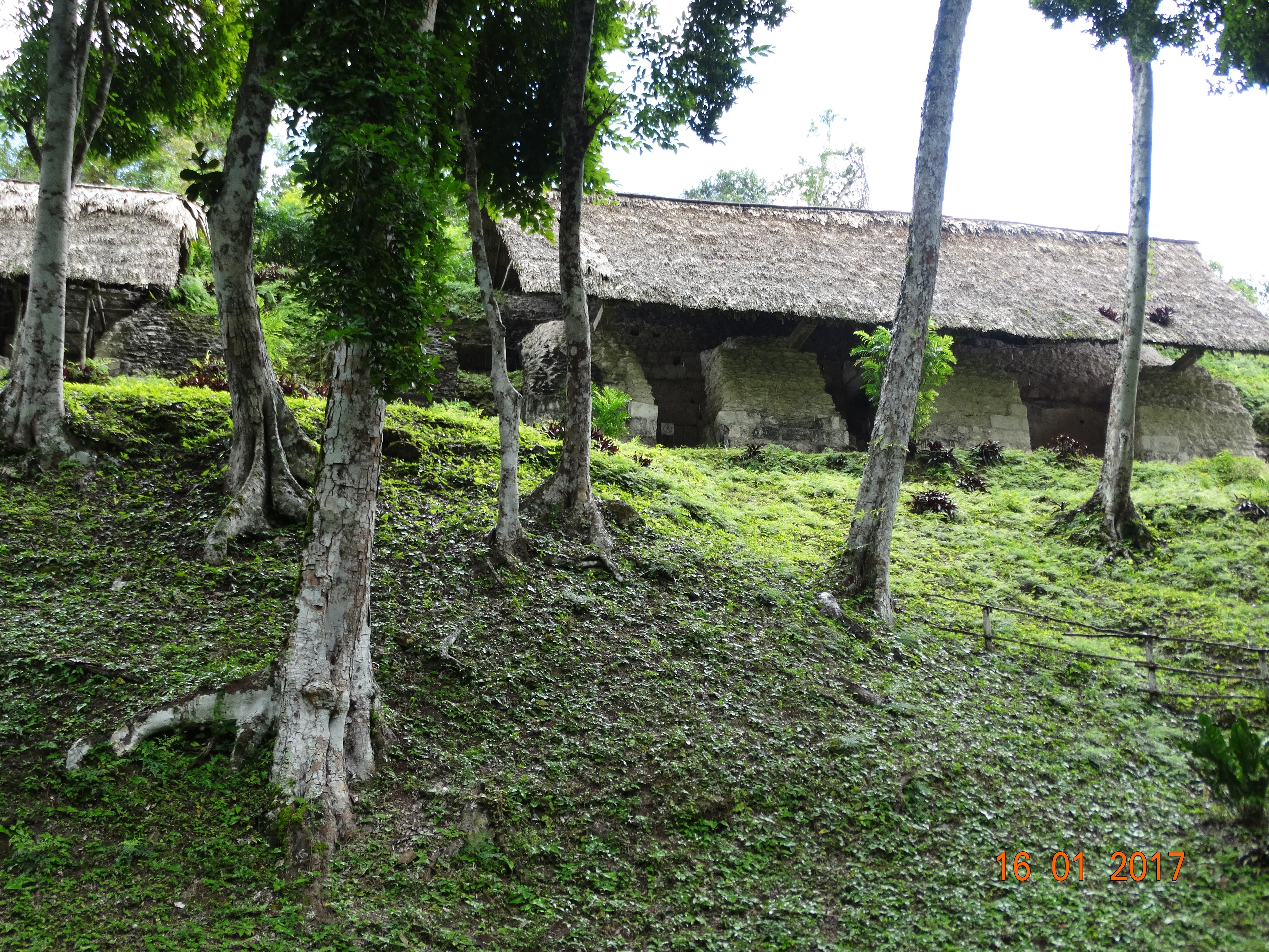
Ruinen auf der Plaza B (Plaza de las Columnas)

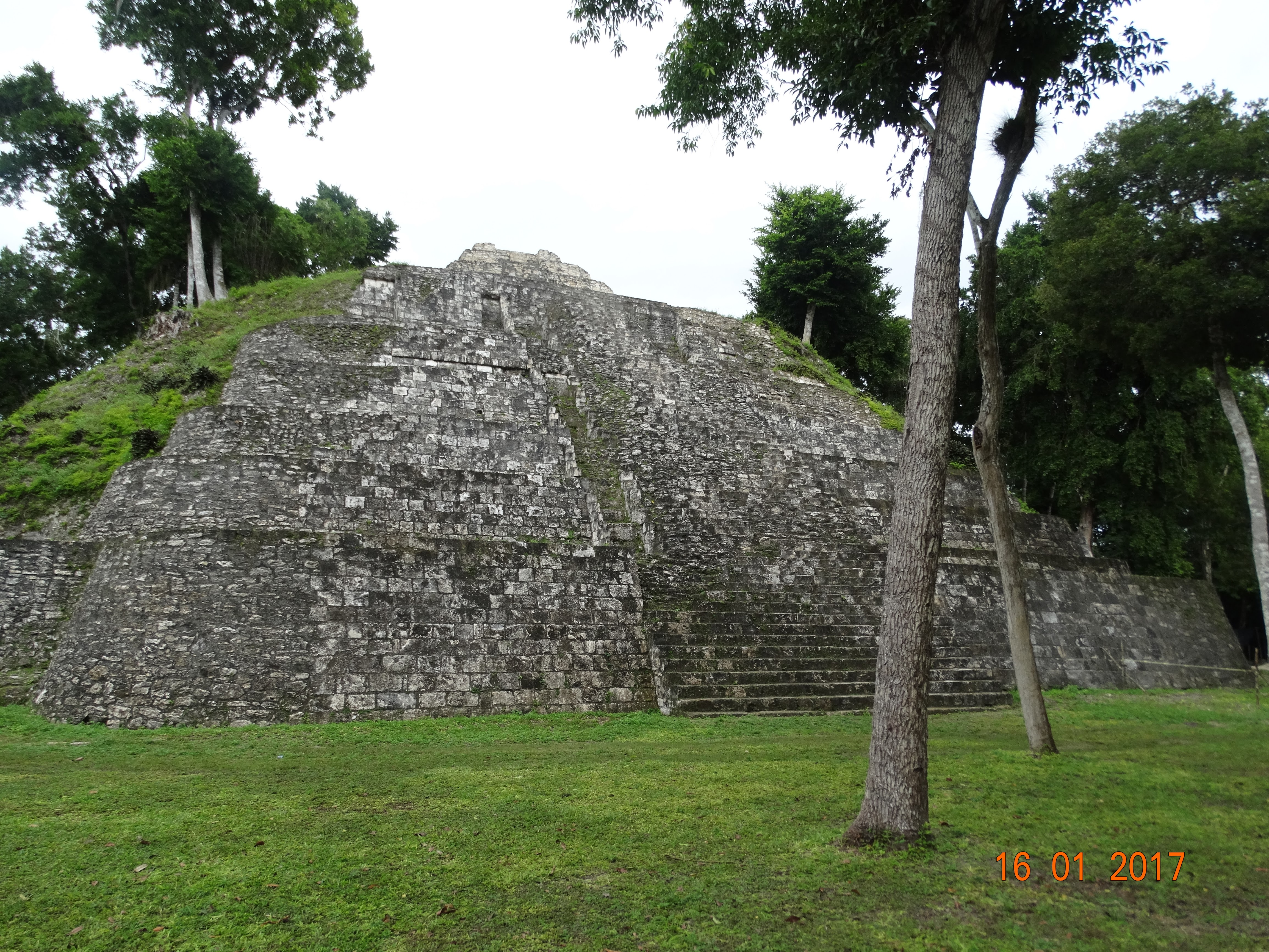
Acropolis Norte (Plaza E)

Yaxha (auch Yaxhá geschrieben) ist eine Mayastätte im Departamento Petén, im Norden Guatemalas. Sie war eine der wichtigsten Städte der klassischen Mayaperiode und hatte ihren Höhepunkt in den Jahren 700 bis 900.

## Lage
Yaxha liegt zwischen den beiden Seen Sacnab und Yaxha, im Forschungsbereich des Triángulo Cultural. Dieses „Kulturelle Dreieck“ ist mit 300 Arbeitern und 12 Wissenschaftlern das größte Forschungsprojekt der Mayawelt. Hier wird zum ersten Mal ein geographischer Bereich von 1200 km² untersucht und dokumentiert. Er besteht aus den drei riesigen Zentren Yaxha, Nakum, Naranjo sowie 13 Unterzentren.
Der Nationalpark Yaxha-Nakum-Naranjo ist ein Geheimtipp der Mayawelt. Er ist Teil des Naturschutzgebietes der Biósfera Maya. Im Westen grenzt er an den Nationalpark Tikal, im Norden an den Corredor Biológico Tikal-El Mirador-Rio Azul und im Süden und Osten an die Zona de Usos Múltiples.
Auf der gegenüberliegenden Seite des Yaxha-Sees befindet sich die Halbinsel Topoxté, die einzige Stätte im Peten mit aufrecht stehender postklassischer Architektur.
Ca. 8 km südlich befindet sich die von Dschungel überwucherte und noch weitgehend unerforschte Ruinenstätte von Holtún.

## Beschreibung der Stätte
Der Maya-Name der Stätte drückt sich in seiner Emblemhieroglyphe aus, die den Kopf eines Papageien darstellt. Er wird Yax [jasch] Ha ausgesprochen, was grün-blaues Wasser bedeutet. Das Stadtgebiet war während 16 Jahrhunderten (600 v. Chr. – 900 n. Chr.) bevölkert.
Zu den wichtigsten Komplexen zählen der Königspalast, in dem der Herrscher mit seiner Familie lebte, die Nordakropolis, der Astronomische Komplex, zwei Ballspielplätze, die Ostakropolis, der Maler-Komplex und der Zwillingspyramidenkomplex. Allesamt sind sie in ein System von gepflasterten und Heiligen Straßen eingebunden.
Am Stadtrand lebten Handwerker, Bauern und Bedienstete in einfachen Hütten aus Holz oder Adobe (eine Mischung aus Erde, Lehm und Wasser) mit Palmdächern. Von ihren Behausungen zeugen nur noch die Fundamente aus Stein. Deshalb ist es schwierig, Schätzungen über die Zahl der Einwohner anzustellen. Es wird jedoch für die Blütezeit von 35.000 in Yaxha lebenden Menschen ausgegangen.
Im Park sind wichtige Wasservorkommen erhalten. Dazu zählen Lagunen, Bäche und Wasserreservoire. Einige davon wurden von den Maya angelegt. Man findet im Nationalpark eine große Vielfalt an Vögeln, Säugetieren, Reptilien und Insekten sowie eine üppige Pflanzenwelt.
In Yaxha wurden verschiedene Formen und Arten von Keramiken gefunden, die für rituelle Handlungen und für den Hausgebrauch dienten. Die Herstellung von Tellern, Bechern und Schalen mit vielfarbigen Mustern hatte ihren Höhepunkt in der klassischen Periode. Die Bilder stellten meist mystische oder historische Szenen dar. Es wurden auch Gefäße gefunden, die mit Hieroglyphen verziert sind. Diese erklären ihren zeremoniellen Gebrauch und enthalten den Namen des Handwerkers, der sie hergestellt hat.

## Astronomie
Die Maya beobachteten den Verlauf der Sonne vom Sonnenauf- bis Sonnenuntergang sowie ihren Stand im Zenit. Die beiden Astronomischen Komplexe (Platz F und C) sind so angeordnet, dass der Einfallswinkel der Sonne zu bestimmten Tagen im Jahr, insbesondere zur Sonnenwende und Tagundnachtgleiche auf einen bestimmten Punkt der Gebäude fällt. Die Zeit wurde von den Maya genau berechnet und in Kalendern festgehalten, die für die Landwirtschaft und die Zeremonien genutzt wurden.

## Finanzierung
Im Jahr 1989 haben die ersten Grabungs- und Restaurierungsarbeiten in Zusammenarbeit mit der KfW (Deutsche Kreditanstalt für Wiederaufbau) begonnen. Die finanzielle Hilfe des KfW erstreckte sich über 16 Jahre und endete mit Abschluss des Jahres 2005. 2006 fanden nur noch Zusatzmaßnahmen statt wie z. B. die Restaurierung des Palastes 218.
Von 2002 bis 2007 flossen außerdem Gelder des BID (Banco Interamericano de Desarollo) in die Stätte, wobei klare Unterschiede zwischen den Rekonstruierungsarbeiten der KfW und des BID zu erkennen sind.

## Fernsehen
In Yaxha haben bereits mehrmals Dreharbeiten stattgefunden.
- Die Stätte war 2005 Drehort für die Reality Show „Survivor Guatemala“ des nordamerikanischen Senders CBS.
- Im März 2007 filmte ein Team vom Spiegel TV in Yaxha.